# Essais sur le monde du crime
 (janvier 2024).
Si vous disposez d'ouvrages ou d'articles de référence ou si vous connaissez des sites web de qualité traitant du thème abordé ici, merci de compléter l'article en donnant les références utiles à sa vérifiabilité et en les liant à la section « Notes et références ».
En pratique : Quelles sources sont attendues ? Comment ajouter mes sources ?
Essais sur le monde du crime (en russe : Очерки преступного мира) est un ouvrage de l'écrivain russe Varlam Chalamov publié en français en 1993. L'auteur a vécu dans le camp de la Vichéra de 1929 à 1931 et à la Kolyma de 1937 à 1951, après avoir été condamné pour activité contre-révolutionnaire trotskyste. Le pouvoir stalinien enfermait dans ces camps des criminels de droit commun en même temps que des prisonniers politiques. Cela permet à Chalamov d'écrire, à partir de 1953, les terribles souvenirs qu'il garde du monde de la pègre qu'il a côtoyé pendant 17 ans. 

## Résumé
L'essai est divisé en 9 parties précédées d'un titre :
- À propos d'une faute commise par la littérature

Chalamov trouve impardonnable que des artistes de la littérature de fiction représentent le monde des criminels avec sympathie et complaisance. Victor Hugo porte ce monde aux nues dans Les Misérables. Fiodor Dostoïevski dans Souvenirs de la maison des morts ne donne aucune réponse claire quant à l'appartenance de ses héros à un monde que Chalamov considère abject. Pour lui Dostoïevski n'a pas rencontré de truands, mais des criminels et par accident seulement. S'il en a connu il s'en est détourné. Léon Tolstoï a peint des truands, mais sans engager sa véritable responsabilité. Anton Tchekhov fait exception et est horrifié par le monde de la pègre qu'il rencontre et qu'il décrit dans L'Île de Sakhaline. Mais son expérience ne dure que quelques mois en 1890. Il n'utilisera pas explicitement cette découverte dans ses œuvres postérieures malgré le bouleversement que son séjour à Sakhaline a provoqué en lui.   
- Sang de filou

Le monde souterrain est dirigé par des truands héréditaires dont les pères, les grands-pères, les frères, les oncles ont tous été truands. Quand de nouveaux truands apparaissent après des évènements passagers, à la suite de la dékoulakisation, ils ne deviennent jamais des membres influents dans le monde de la pègre. Mais du sang de filou n'est pas du sang bleu et tous ceux qui ont partagé certaines convictions de la pègre ou qui font preuve de complaisance envers elle peuvent en avoir une goutte . 
- La femme dans l'univers des truands

La pègre connaît deux sortes de femmes : les voleuses et les prostituées. Le premier groupe est beaucoup moins nombreux que le second. Les truands apprennent dès l'enfance à mépriser les femmes. Tant la jalousie que le côté fleur bleue de l'amour est réduit à néant dans ce monde de la pègre. Les maladies vénériennes doivent être traitées et soignées et présentent l'avantage pour la victime de pouvoir se la couler douce dans une zone de repos. Il existe une exception où la femme est protégée et placée sur un piédestal, c'est la mère du truand. Chalamov décrit ces sentiments nobles vis-à-vis de la mère de la part des truands comme une imposture. Quant aux enfants, si le truand trouve naturel que son fils devienne voleur, sa fille deviendra tout aussi bien prostituée ou maîtresse d'un voleur célèbre.         
- La ration du prisonnier

La ration du prisonnier a sa légende : elle est sacrée et intouchable et personne n'a le droit de la prendre. Le vol de cette ration est considéré comme déshonorant sauf si le pain vient de colis envoyés par la famille. Le concept est limité au pain. Mais dans la pratique le pain de la ration doit être mangé sur-le-champ sous peine de se faire arracher les miettes qui tombent des mains.   
- La Croix-Rouge

Le médecin est le seul qui dise au prisonnier : repose-toi, tu es fatigué ou malade. Il est le seul à défendre le détenu. Il peut aussi proposer une libération pour invalidité.
Seul un médecin de rang supérieur a le droit de contrôler ses décisions. Mais le médecin est dès lors susceptible d'être acheté pour couvrir un simulateur et les exagérateurs. Si le médecin n'accepte pas de pots-de-vin, les risques de se faire assassiner sont énormes.   
- La Guerre des chiennes

Dans un camp, aucune des fonctions administratives confiées à d'autres détenus ne peut être remplie par un truand. Il ne peut être ni répartiteur de tâches, ni staroste, ni chef de baraque. Un truand qui accepte ce genre de fonction cesse d'être truand et est appelé chienne (сукой, ссучившимся : soukhoï, soutchivchimsia). Il est décrété hors-la-loi. Durant la Seconde Guerre mondiale les truands sont incorporés dans l'armée et deviennent donc des chiennes à part entière qui remplissent des fonctions qui les rendent tels. Il fallait donc proclamer une nouvelle loi pour sortir des règles. C'est ce que font les truands en 1948 : d'après la nouvelle loi les truands avaient le droit de devenir staroste, d'être chef de baraque, de remplir des fonctions antérieurement interdites et d'avoir servi dans l'armée. La conversion à la nouvelle loi se fait sous forme d'adoubement qui consiste à embrasser le couteau. Ceci donne lieu à l'apparition d'une guerre des chiennes entre ceux qui sont adoubés et les autres. Comme dans un véritable miroir déformant, les évènements de la guerre réelle se rejouaient effroyablement dans les camps.     
- Apollon parmi les truands

Varlam Chalamov est d'abord un poète en vers et en prose. Il s'intéresse à l'art dans les camps. Il constate que les truands se détournent de la poésie. Ils ne s'attachent qu'à l'anecdote du poème. La description de paysages ne leur parle pas. Mais ils ont comme tout être humain des besoins esthétiques. Ce sont les chansons qui satisfont ces besoins, des romances sentimentales, plaintives. Il n'y a pas de chœur dans les camps, seulement du chant en solo. Quant au théâtre, les spectacles par trop réalistes qu'ils montent quotidiennement dans leur vie réelle suffisent à satisfaire leur besoin en la matière. Les truands sont toutefois des inconditionnels du cinéma avec une prédilection pour les films policiers étrangers .            
- « Comment on édite des romans »

Les heures en prison sont interminables, monotones. Les seuls souvenirs des exploits, les vantardises ne suffisent pas à passer le temps. Il faut une amplification artistique des évènements sous forme de récits. Éditer signifie raconter dans le jargon des truands. Le récit doit être long. Il peut provenir de véritables œuvres littéraires comme Le Comte de Monte-Cristo, Bel-Ami de Maupassant. Le titre, les noms de personnages et de lieux sont modifiés mais le canevas de base est conservé. Les histoires de Jean Valjean sont écoutées avec plaisir. Il y a des romanciers et ceux-ci ne doivent pas nécessairement être truands. Leur inspiration personnelle peut créer une intrigue originale. Ceux dont les performances sont réussies sont récompensés par de la soupe versée dans une boite de conserve, parfois même par du tabac. Ils sont protégés des insultes et des coups.